# Станчу, Николае
Никола́е Ста́нчу (рум. Nicolae Stanciu; род. 13 ноября 1973, Гулешти, Румыния) — румынский футболист.

## Клубная карьера
Он играл в «Рапиде» из Бухареста с 17 лет. Дебютировал за клуб в 1990 году, в матче против «Брашова», а летом 1999 года вместе с клубом завоевал свой второй чемпионский титул в истории клуба. Станчу был довольно грубым игроком, и нередко он наносил травмы игрокам соперников. В начале 2002 его отправили в резервную команду, где он играл в течение нескольких недель. Однако, вскоре он вернулся и завоевал Кубок страны, также он неплохо провёл конец сезона. Тем не менее, контракт со Станчу был разорван, в результате чего он получил 21 000 долларов. Он попытался восстановить справедливость и обращался в различные комитеты УЕФА, которые в итоге вынесли приемлемый для него вердикт, но компания UFC Rapid была объявлена банкротом. Летом 2002 года он перешёл в российский клуб «Анжи» из Махачкалы, который по итогам сезона покинул Премьер-лигу, в апреле 2003 года махачкалинцы заявили Станчу к играм Первого дивизиона, однако во втором по значимости дивизионе он участие не принимал, и уже в июле того же года, после завершения контракта, перешёл в «Бихор». Летом 2004 он решил оставить футбол, на тот момент ему было 30 лет.

## Международная карьера
В феврале 2003 года был в заявке национальной сборной Румынии на международном турнире на Кипре, где его сборная дошла до финала, в котором уступила россиянам.

## Достижения
«Рапид» Бухарест
- Чемпион Румынии: 1998/99
- Серебряный призёр чемпионата Румынии: 1997/98, 1999/00
- Бронзовый призёр чемпионата Румынии: 1995/96, 2001/02
- Обладатель Кубка Румынии: 2001/02
- Финалист Кубка Румынии: 1994/95, 1998/99
- Обладатель Суперкубка Румынии: 1999, 2002